# ジェフ・ビール
ジェフ・ビール（Jeff Beal、1963年6月20日 - ）は、アメリカ合衆国の作曲家。
カリフォルニア州ヘイワード出身。幼少期からトランペットを習い始める。イーストマン音楽学校卒業後、ニューヨークに出てジャズ・ミュージシャンとして活動する。その後、映画音楽やテレビドラマ音楽の作曲を手がけるようになる。プライムタイム・エミー賞音楽賞を計5回受賞している。

## 主なディスコグラフィ

### 映画
- イタリアンズ/戦慄の血脈 Lookin' Italian (1994年)
- シークレット・オンエアー Power 98 (1996年)
- ポロック 2人だけのアトリエ Pollock (2000年)
- ファイター Joe and Max (2002年) テレビ映画
- ドア・トゥ・ドア/バッグに愛とまごころを… Door to Door (2002年) テレビ映画
- ノー・グッド・シングス No Good Deed (2002年)
- 素顔のゾーイ The Secret Life of Zoey (2002年) テレビ映画
- スラム・ジャスティスConviction (2002年) テレビ映画
- 16歳の夏/優しさへの12マイル Twelve Mile Road (2003年) テレビ映画
- 非現実の王国で ヘンリー・ダーガーの謎 In the Realms of the Unreal (2004年) ドキュメンタリー映画
- ノルマンディー 将軍アイゼンハワーの決断 Ike: Countdown to D-day (2004年) テレビ映画
- ウール・キャップ/あなたの笑顔 The Wool Cap (2004年) テレビ映画
- エマニュエルの贈りもの  Emmanuel's Gift (2005年) ドキュメンタリー映画
- ストーン・コールド -影に潜む- Stone Cold (2005年) テレビ映画
- 警察署長 ジェッシイ・ストーン 暗夜を渉る Jesse Stone: Night Passage (2006年) テレビ映画
- 警察署長 ジェッシイ・ストーン 湖水に消える Jesse Stone: Death in Paradise (2006年) テレビ映画
- ノーラヴ・ノーライフ A Perfect Day (2006年) テレビ映画
- その男は、静かな隣人 He Was a Quiet Man (2007年)
- 警察署長ジェッシイ・ストーン 訣別の海 Jesse Stone: Sea Change (2007年) テレビ映画
- ハリウッド式 恋のから騒ぎ The Deal (2008年)
- アパルーサの決闘 Appaloosa (2008年)
- 39歳からの女性がモテる理由 Flirting with Forty (2008年) テレビ映画
- ジェッシイ・ストーン 薄氷を漂う Jesse Stone: Thin Ice (2009年) テレビ映画
- ジョージア・オキーフ 〜愛と創作の日々〜 Georgia O'Keeffe (2009年) テレビ映画
- アメリカン・プリズン Once Fallen (2010年)
- 警察署長 ジェッシイ・ストーン 非情の影 Jesse Stone: No Remorse (2010年) テレビ映画
- オアシスからの最後通告 Last Call at the Oasis (2011年) ドキュメンタリー映画
- 警察署長ジェッシイ・ストーン 奪われた純真 Jesse Stone: Innocents Lost (2011年) テレビ映画
- クィーン・オブ・ベルサイユ 大富豪の華麗なる転落 The Queen of Versailles (2012年) ドキュメンタリー映画
- 警察署長 ジェッシイ・ストーン 消された疑惑 Jesse Stone: Benefit of the Doubt (2012年) テレビ映画
- ブラックフィッシュ Blackfish (2013年) ドキュメンタリー映画
- スティーヴン・キング ビッグ・ドライバー Big Driver (2014年) テレビ映画
- 警察署長ジェッシイ・ストーン 4番目の真実 Jesse Stone: Lost in Paradise (2015年) テレビ映画
- ウィーナー 懲りない男の選挙ウォーズ Weiner (2016年) ドキュメンタリー映画
- 不都合な真実2 放置された地球 An Inconvenient Sequel: Truth to Power (2017年) ドキュメンタリー映画
- 記者たち 衝撃と畏怖の真実 Shock and Awe (2017年)
- 両刃の先進医療 The Bleeding Edge (2018年) ドキュメンタリー映画
- アートのお値段 The Price of Everything (2018年) ドキュメンタリー映画
- ビッグ・リトル・ファーム 理想の暮らしのつくり方 The Biggest Little Farm (2018年) ドキュメンタリー映画
- あるアスリートの告発 Athlete A (2020年) ドキュメンタリー映画
- セガvs任天堂/Console Wars Console Wars (2020年) ドキュメンタリー映画
- ブレイキング・ニュース・イン・ユバ・カウンティ Breaking News in Yuba County (2021年)
- JFK/新証言 知られざる陰謀【劇場版】 JFK Revisited: Through the Looking Glass (2021年) ドキュメンタリー映画
- レイモンド&レイ Raymond & Ray (2022年)

### テレビドラマ
- フロム・ジ・アース/人類、月に立つ From the Earth to the Moon (1998年) ミニシリーズ、1話分
- 名探偵モンク Monk (2002年-2009年) 123話分
- カーニバル Carnivàle  (2003年-2005年) 24話分
- ミディアム 霊能者アリソン・デュボア Medium (2005年) 6話分
- ROME［ローマ］ Rome (2005年-2007年)
- スティーヴン・キング 8つの悪夢 Nightmares & Dreamscapes: From the Stories of Stephen King (2006年) ミニシリーズ
- アグリー・ベティ Ugly Betty (2006年-2009年) 65話分
- GCB ～きらめく女の逆襲バトル～ GCB (2012年) 10話分
- ハウス・オブ・カード 野望の階段 House of Cards (2013年-2018年)
- ニュースルーム The Newsroom (2014年) 6話分
- ジプシー Gypsy (2017年) 10話分
- ロング・ロード・ホーム The Long Road Home (2017年) ミニシリーズ
- WALKER/ウォーカー Walker (2021年-2022年) 34話分
- ウイニング・タイム -レイカーズ帝国の誕生- Winning Time: The Rise of the Lakers Dynasty (2023年) 7話分

### その他
- オリバー・ストーン オン プーチン The Putin Interviews (2017年) ドキュメンタリー番組